# Megalofrea sparsuticollis
Megalofrea sparsuticollis är en skalbaggsart som först beskrevs av Leon Fairmaire 1897.  Megalofrea sparsuticollis ingår i släktet Megalofrea och familjen långhorningar.
Artens utbredningsområde är Madagaskar. Inga underarter finns listade i Catalogue of Life.